# Stampfen (Verfahren)

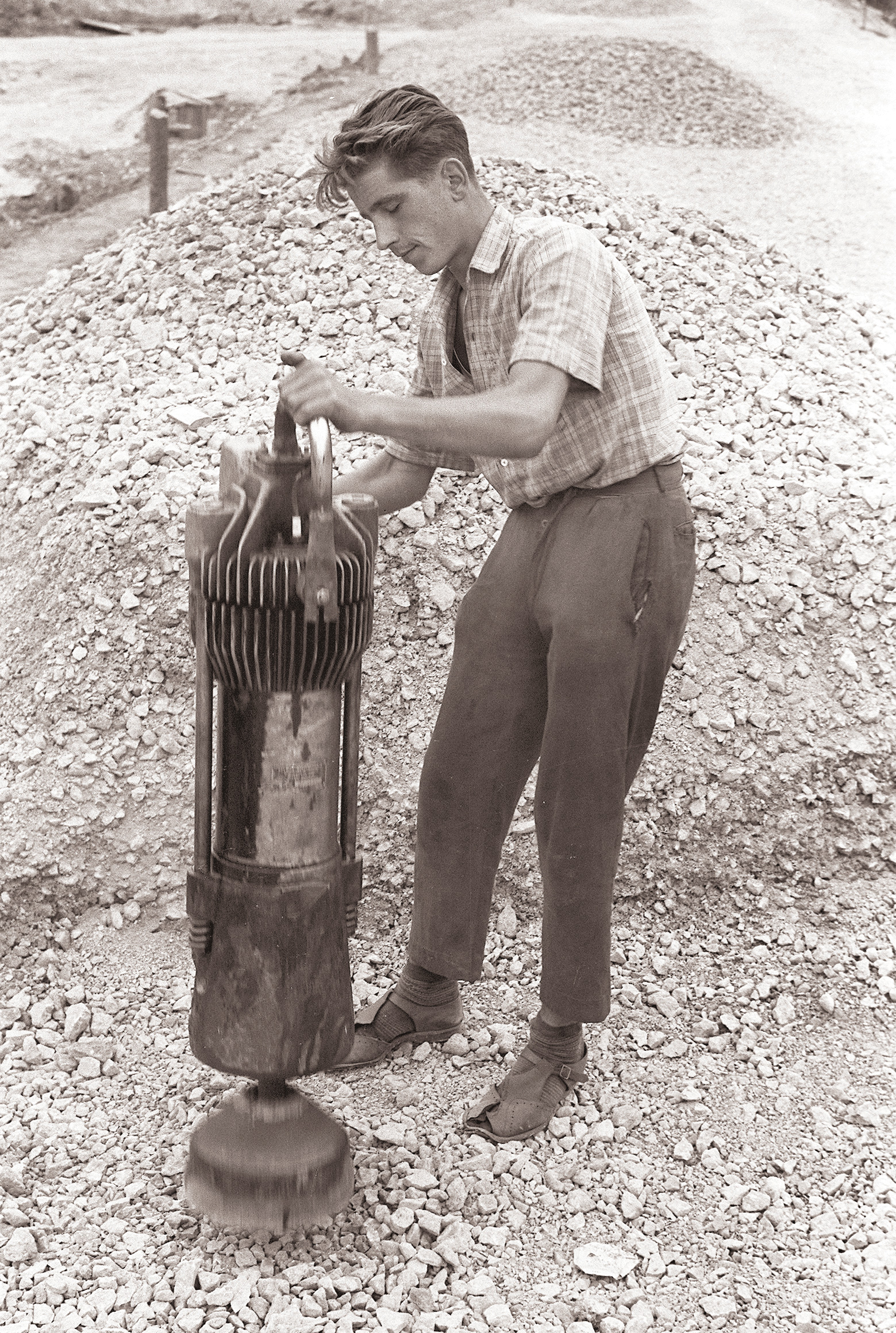
Ehemalige mechanische Bodenverdichtung im Straßenbau

Stampfen ist ein ehemaliges Verfahren zur Verdichtung von Boden oder Untergrund im Garten-, Landschafts- und Wegebau. Heutzutage ist dieses Verfahren durch das Rütteln abgelöst. Zum anderen ist Stampfen eine Methode zur Zerkleinerung von Materialien, die temperaturempfindlich sind und sich daher nicht zum Zermahlen in Mahlwerken eignen.
Einfache Stampfer zur Verdichtung im Baubereich sind die Handrammen. Größere und schwerere Geräte werden maschinell betätigt.
Haushaltstypisch ist der Mörser zum Zerkleinern von Körnern, zum Beispiel Gewürzen, wobei beim Mörsern noch eine reibende Komponente dazu kommen kann. Es gibt auch Kartoffelstampfer zum Pürieren von Kartoffeln.
Umfangreichere Stampfen werden zum Zerkleinern von härteren und gröberem Gut verwendet, wie beispielsweise in Knochenmühlen.

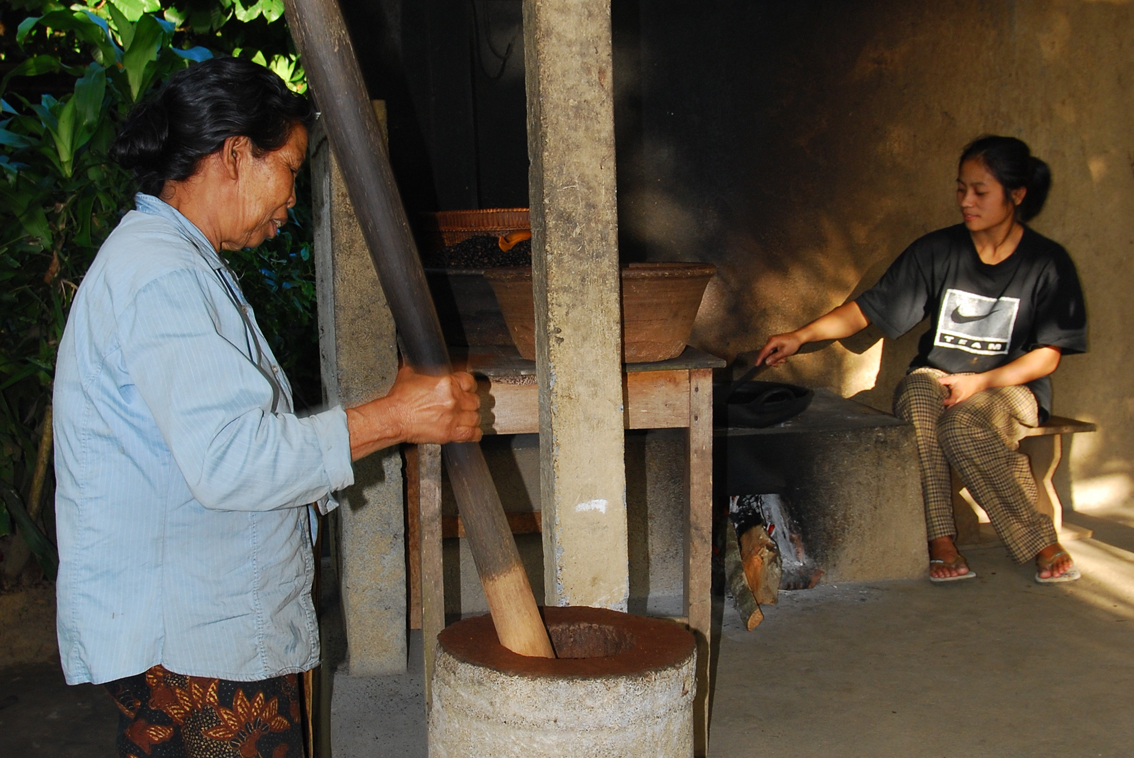
Zerstampfen von Kaffeebohnen in einem Mörser
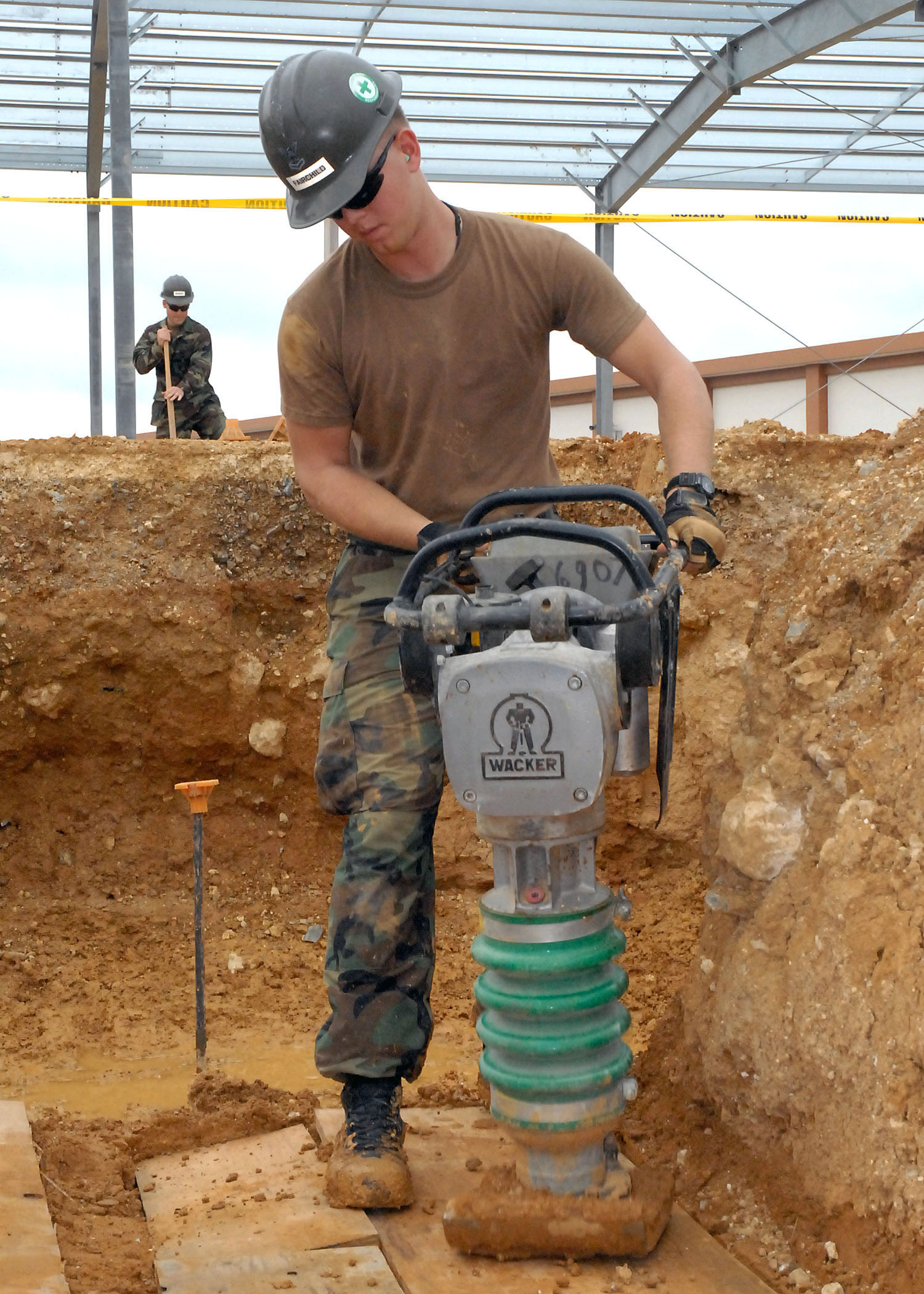
Vibrationsstampfer im Bau
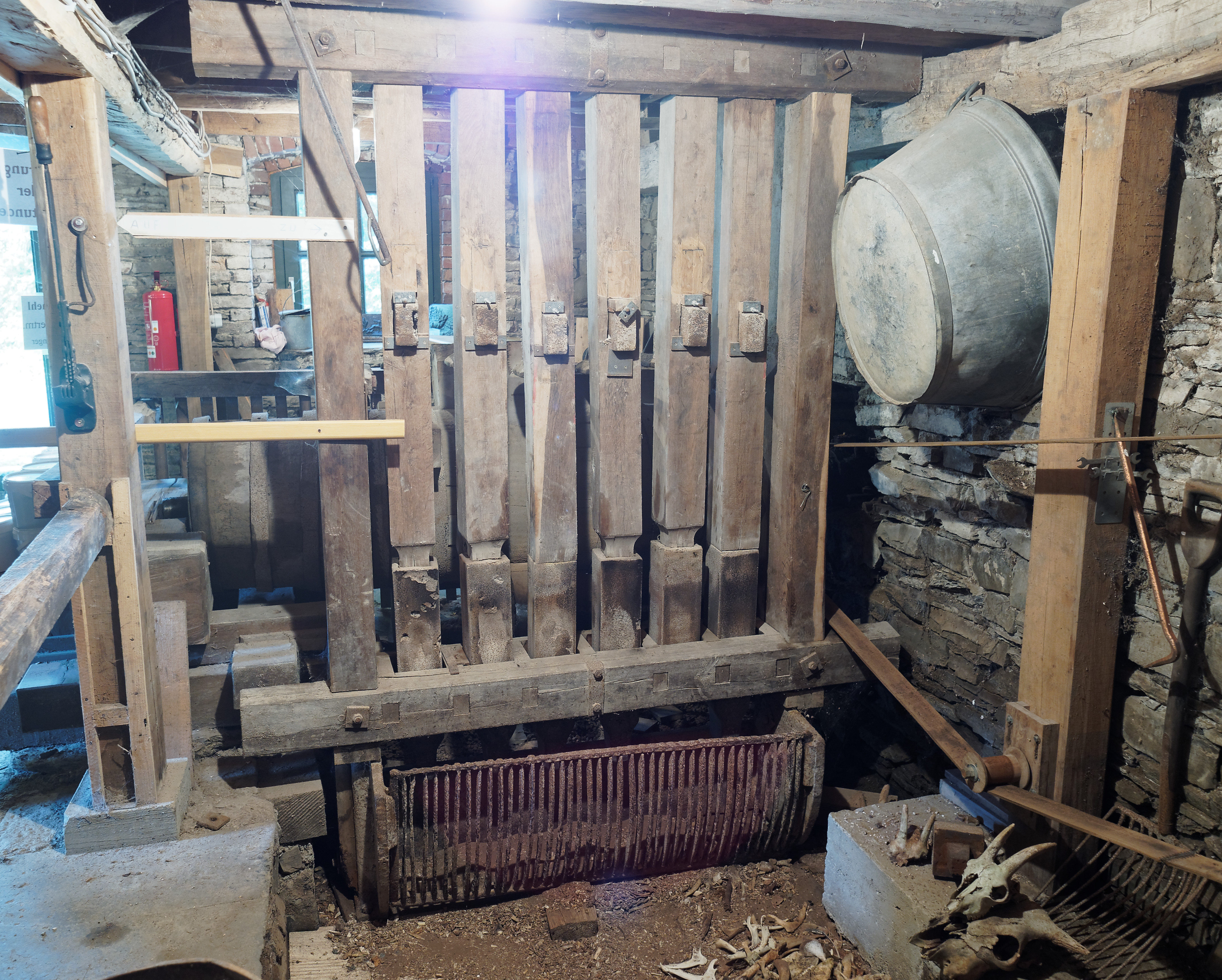
Rahmen mit sechs Stampfen, die angehoben werden und durch ihr Eigengewicht in das Knochenbett fallen